# Gaston Prost
Pour les articles homonymes, voir Prost.
Gaston Prost est un artiste peintre et lithographe français né le 5 août 1881 à Paris où il est mort le 10 juillet 1967.

## Biographie
Gaston Louis Prost est le fils de Louis Victor Prost et de Pauline Joséphine Maignan, tous deux marchands de vins et hoteliers
. Son frère cadet Maurice Prost est sculpteur. 
Il est élève d'Émile Jean Sulpis à l'École Estienne.
Installé dans le 4e arrondissement de Paris, successivement au 41, rue Saint-Merri où il est né et au 4, rue de la Verrerie, médaillé au Salon des artistes français en 1910 avec La marre et en 1912 avec Un matin de novembre au Pont-Marie, il y est déclaré hors concours et membre du jury de gravure.
En 1913, il épouse Marie Emilie Clérin. Mobilisé dès le début de la Première Guerre mondiale, il est « blessé grièvement » et, donc démobilisé, il est en 1916 situé à Montpellier par la biographie de son frère Maurice qui vient l'y rejoindre.
Dans l'après-guerre, les catalogues du Salon des Indépendants, puis plus tard du Salon d'hiver le disent installé au 62, rue de Rennes, les œuvres citées énonçant un attachement récurrent à la Provence, en particulier au village de Séguret,.
Il meurt à l'hôpital Laennec de Paris à l'âge de 86 ans, sept jours après la mort de son frère Maurice. Son atelier est dispersé par l'étude Pescheteau à l'Hôtel Drouot le 28 avril 1981.

## Contributions bibliophiliques
- Colette, La Vagabonde, 18 lithographies de Gaston Prost d'après Mich, 150 exemplaires numérotés, Société du livre d'art, 1924.
- Jules Boissière, Propos d'un intoxiqué, lithographies de Gaston Prost d'après Tsugouharu Foujita (atelier de Daniel Jacomet), 97 exemplaires numérotés, Javal et Bourdeaux éditeurs, 1928.
- Thomas Hardy (traduction de Jean Audiau), S'il avait insisté, 12 lithographies de Gaston Prost d'après Paul Izarn, 560 exemplaires numérotés, H. Blanchetière éditeur, Paris, 1932.
- André Demaison, Le Livre des bêtes qu'on appelle sauvages, 44 gravures sur bois et sur pierre par Paul Jouve, 77 lithographies par Gaston Prost imprimées par Desjobert, 50 exemplaires numérotés, Les Frères Gonin, Lausanne, 1934.
- Prosper Mérimée, Chronique du règne de Charles IX, 15 lithographies de Gaston Prost d'après Guy Arnoux, 410 exemplaires numérotés, P. M. Leblanc, Paris, 1942.
- Paul Jouve, Charles Fouqueray, André Galland, Georges Gobo, René Jaudon, Lucien Jonas, Jean Julien, Francisque Poulbot,, Gaston Prost…, Les souffrances de la France - Retraite, restriction, ravages, résistance, représailles, résurrection, chemise de 42 lithographies 25x33cm (presses de Détruit, Mourlot et Mousset, 230 exemplaires numérotés, La Lithographie, Association française des artistes lithographes et des amis de la lithographie, Paris, 1945[13].
- Louis Barjon, L'éducateur, illustrations de Gaston Prost et Georges Ripart, collection « Nos bons métiers par les textes », Xavier Mappus éditeur, Le Puy, 1946.

## Expositions
- Salon des artistes français, Paris, à partir de 1900[2].
- Salon des Indépendants, Paris, à partir de 1912[4],[2].
- Salon d'hiver, Musée des beaux-arts de la ville de Paris, 1941[10], 1942[14], 1946[15], 1947[16], 1954[17].
- Les artistes de Séguret, chapelle Sainte-Thècle, Séguret, octobre-novembre 2024.

## Réception critique
- « Lithographe avant tout, il a le trait aigu et laisse au blanc une place importante dans ses toiles et ses aquarelles souvent inspirées par la campagne entre Aix-en-Provence et Avignon. » - Gérald Schurr[18]

## Collections publiques

### États-Unis
- Bibliothèque (en) de l'Université de Georgetown, Washington, Nuit d'alerte, lithographie.

### France
- École normale spécialisée, Beaumont-sur-Oise (dépôts du Centre national des arts plastiques) :
  - Matinée d'été, lithographie 54x70cm, vers 1945[19] ;
  - Baigneuses, lithographie 54x70cm, vers 1945[20] ;
  - Le grand saule, lithographie 45x57cm, vers 1945[21] ;
  - L'étang embrumé, lithographie 45x57cm, vers 1945[22].
- Musée des Beaux-Arts de La Rochelle, Les souffrances de la France, lithographies, 1945[13].
- Lycée Victor-Bérard, Morez, Vieille rue à Vaison-la-Romaine, huile sur toile 58x46cm, vers 1938 (dépôt du Centre national des arts plastiques)[23].
- Ministère de la défense, Paris, L'église de Séguret (Vaucluse), huile sur toile 38x46cm, vers 1937 (dépôt du Centre national des arts plastiques)[24].
- Musée Carnavalet, Paris, La rue Brisemiche, lithographie 63,3x45cm, 1912[25].
- Petit Palais, Paris, Bethsabée, lithographie 45,8x44,5cm d'après Rembrandt, 1912[26].
- Fonds national d'art contemporain, Puteaux, Paysage languedocien, environs de Montpellier, huile sur toile 54x65cm, 1934[27].
- Musée national de l'Éducation, Rouen, Le cacao des colonies, planche didactique, imprimerie de Vaugirard, Paris, 1920.